# Corpo de Engenharia do Exército Francês
O Corpo de Engenharia do Exército Francês é uma das componentes do Armée de terre, na actualidade, a engenharia militar divide-se em duas componentes:
- o serviço de engenharia responsável pelas infraestruturas.
- os regimentos de engenharia de combate.

## Composição

### Unidades regulares
- 1º Regimento de Engenharia
- 2º Regimento de Engenharia
- 3º Regimento de Engenharia
- 4º Regimento de Engenharia
- 5º Regimento de Engenharia
- 6º Regimento de Engenharia
- 7º Regimento de Engenharia
- 9º Regimento de Engenharia
- 10º Regimento de Engenharia
- 11º Regimento de Engenharia
- 12º Regimento de Engenharia
- 13º Regimento de Engenharia
- 14º Regimento de Engenharia
- 15º Regimento de Engenharia
- 16º Regimento de Engenharia
- 19º Regimento de Engenharia
- 21º Regimento de Engenharia
- 23º Regimento de Engenharia
- 31º Regimento de Engenharia
- 32º Regimento de Engenharia
- 33º Regimento de Engenharia
- 34º Regimento de Engenharia
- 71º Regimento de Engenharia
- 72º Regimento de Engenharia
- 101º Regimento de Engenharia

### Unidades de elite, para-quedistas e outras
- 1º Regimento Estrangeiro de Engenharia
- 2º Regimento Estrangeiro de Engenharia
- 6º Regimento Estrangeiro de Engenharia
- 17º Regimento de Engenharia Para-quedista